# Lazar Ivić
Lazar Ivić (in serbo Лазар Ивић?; Belgrado, 24 ottobre 1992) è un calciatore serbo, centrocampista svincolato.

## Carriera

### Club
Il 1º luglio 2017 viene acquistato a titolo definitivo dalla squadra serba del Mačva Šabac.